# José Bittencourt
José Domingos Bittencourt, (Tobias Barreto, 18 de agosto de 1957), é pastor evangélico, advogado e político filiado ao Partido AVANTE. Foi deputado estadual em São Paulo durante três mandatos consecutivos, de 2002 a 2014.
Bittencourt é casado com Madalena e tem dois filhos: Arthur e Cinthia e é avô de Davi e Antonella.
Embora tenha nascido em Sergipe, foi criado em Olindina, Bahia. Tem quatro irmãos e seus pais, de origem simples, eram agricultores. Por isso, desde cedo, aprendeu a lidar com o campo. Seu pai faleceu quando tinha 12 anos e ele e o irmão mais velho assumiram as obrigações da casa.
Quando criança, Bittencourt ficava muito doente e seus pais várias vezes se prepararam para o pior. Sua mãe, porém, passou a levá-lo aos cultos da Igreja Batista da cidade. Lá, ele se converteu e foi curado. 
Em 1975 mudou-se para São Paulo. No novo estado seu ministério como pregador do Evangelho teve início na Igreja Assembleia de Deus, na Vila Alpina. Em 1991, foi consagrado pastor.
Bittencourt formou-se em Direito e, mais tarde, cursou pós-graduação em Direito Constitucional, matéria que, inclusive, foi professor universitário. Também ministrou aulas em cursos de Teologia.[carece de fontes?]
Morador de Santo André há 28 anos, região ABCDMRR na Grande São Paulo, Bittencourt possui um escritório de Advocacia em São Caetano do Sul e é presidente do IDPC – Instituto em Defesa da Paz na Cidade. 
Sua família é seu apoio no chamado pastoral. Juntos atuam na Assembleia de Deus em Utinga, Santo André. A convite do Bispo Primaz, Manoel Ferreira, presidente vitalício da CONAMAD (Convenção Nacional das Assembleias de Deus no Brasil - Ministério de Madureira), Bittencourt está à frente desta comunidade há 27 anos.
Carreira política
Em 2002, por orientação do Bispo Primaz, Manoel Ferreira, José Bittencourt iniciou sua caminhada política na Assembleia Legislativa de São Paulo.  
Em sua primeira candidatura foi eleito pelo antigo Partido Geral dos Trabalhadores (PGT), com 35.573 votos. Já em 2006 foi reeleito com 41.510 votos pelo Partido Democrático Trabalhista (PDT). E, em 2010, foi um dos fundadores do Partido Social Democrático (PSD), além de coordenador regional no ABC. Nesse partido, foi reeleito pela terceira vez com 58.954 votos. 
Bittencourt foi considerado um dos deputados estaduais que menos gerou gastos durante os mandatos e seus colegas da Assembleia Legislativa o escolheram como Corregedor Substituto.[carece de fontes?]
Bittencourt apresentou vários projetos de lei, emendas, requerimentos e indicações. Conduziu, também, algumas Comissões Parlamentares de Inquéritos – CPIs – como a dos Erros Médicos, a das Santas Casas, a das Pessoas Desaparecidas e da TV por Assinatura. Além disso, foi relator de outras como a das Áreas Contaminadas, por exemplo.
Números apresentados nas atuações dos mandatos:
433 projetos de lei; 106 leis aprovadas; 1263 emendas; 164 moções; 511 indicações e 893 requerimentos
Alguns dos projetos de lei aprovados:
Lei 14.955 – Proíbe o ingresso ou permanência de pessoas utilizando capacete ou qualquer tipo de cobertura que oculte a face nos estabelecimentos comerciais, públicos ou privados.
Lei 14.463 – Dispõe sobre a proibição de cobrança de taxa por emissão de carnê ou boleto bancário.
Lei 12.902 – Institui o Dia de Conscientização do Combate às Drogas na Escola.
Lei 12.301 – Proíbe o uso de bebidas alcoólicas como premiação a menores de idade em quermesses, clubes sociais, instituições filantrópicas, casas de espetáculos, feiras, eventos ou qualquer manifestação pública.
Eleições 2018
Para as eleições de 2018, José Bittencourt foi convidado pelo presidente nacional do PRB, bispo Marcos Pereira, para lançar sua candidatura em seu partido. Aceitou o convite, pois acredita que os valores republicanos vão de encontro com o que pensa ser importante para legislar em favor do Estado de São Paulo. São eles:
"1 - A família é o pilar fundamental de sustentação da sociedade e deve ser defendida a todo custo; 2 - Defendemos os interesses nacionais por meio do fortalecimento das instituições democráticas; 3 - Defendemos um estado mais leve, com menos impostos, mais eficiente e com serviços de qualidade; 4 - Entendemos que a liberdade econômica e a independência individual são os melhores caminhos para o progresso e conquistas sociais; 5 - Apoiamos o setor produtivo brasileiro, do menor ao maior empresário, que é quem produz riqueza e gera emprego; 6 - Acreditamos que o Estado deva promover justiça social, porém sem substituir o mercado, o qual deve ser o principal garantidor de renda; 7 - Saúde, Educação e Segurança de qualidade são essenciais para o sucesso do país, por isso devem ter total prioridade; 8 - “A imprensa é a vista da nação”, conforme disse Rui Barbosa, e a liberdade de expressão deve ser defendida; 9 - Desejamos que o sindicalismo, seja patronal ou dos trabalhadores, deva ser independente e apartidário, focado na solução de conflitos; 10 - Trabalhamos para que o Brasil se consolide como um país importante no cenário internacional tanto no comércio como na promoção da paz."